# نیروی پیوستگی

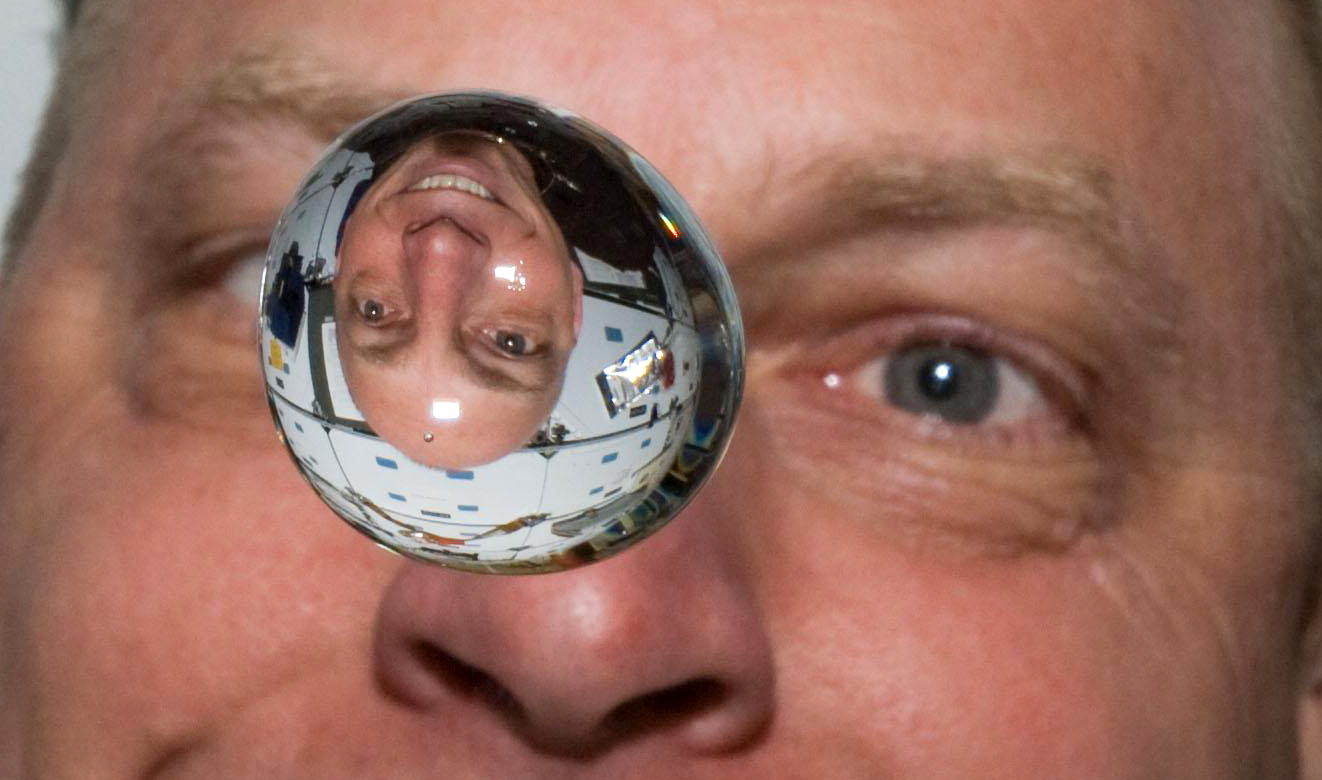
پیوستگی آب

نیروی پیوستگی(جدیدا نیروی همچسبی نامیده شده) (به انگلیسی: Cohesive Force) یک ویژگی یا کنشِ مولکول‌های به‌هم‌چسبیدۀ هم‌جور است که باعث کشش متقابل میان آن‌ها می‌گردد. به عبارت ساده‌تر نیروی پیوستگی، نیرویی است که باعث می‌شود یک ماده دارای شکل گردد. برای نمونه نیروی پیوستگی میان مولکول‌های آب باعث می‌شوند تا آب در یک ظرف به صورت یکپارچه به‌نظر برسد.
نیروهای پیوستگی که نوعی نیروی بین‌مولکولی به شمار می‌روند؛ یک ویژگی ذاتی برای هر ماده شیمیایی هستند که از شکل و ساختار مولکول‌ها منتج می‌شوند.
در کنار نیروهای پیوستگی، نیروهای چسبندگی (به انگلیسی: Adhesive Force) قرار دارند که باعث ارتباط میان دو نوع ماده گوناگون هستند. این نیروها نیز نیروهای بین‌مولکولی هستند.